# Eugenia aschersoniana
Eugenia aschersoniana är en myrtenväxtart som beskrevs av F.Hoffm.. Eugenia aschersoniana ingår i släktet Eugenia och familjen myrtenväxter. Inga underarter finns listade i Catalogue of Life.